# Майк Ешлі
Майк Ешлі — (англ. Mike Ashley; нар. 1 серпня 1959 США) — американський спортсмен, культурист, переможець конкурсу Арнольд Класік в 1990 році.

## Біографія
Майк Ешлі народився 1 серпня 1959 року в США. Бодібілдингом спортсмен почав займатися ще в юнацькі роки. Уже в 1978 році Майк, будучи у віці 19-ти років, виступив на своєму першої серйозному турнірі «Містер Америка Про» (Pro Mr America — WBBG) і зайняв там 3-е місце серед юніорів.
Через чотири довгих роки спортсмен, набравшись досвіду і підкачавши м'язи, перемагає відразу в двох турнірах. Це був «Містер Східне Узбережжя» (Mr East Coast — AAU), де Майк переміг у своїй категорії напівважка вага, а також в абсолютному заліку, і «Містер Америка» серед натуральних спортсменів (Natural Mr America — NBA) в категорії низький зріст і в абсолютному заліку.
Через два роки Ешлі замислюється про необхідність отримання карти професійного культуриста, тому бере участь на турнірі «Нашіоналс» (Nationals — NPC), за перемогу на якому можна отримати статус профі. В категорії середня вага він зайняв лише 9-ту позицію. Такий результат не влаштовував спортсмена, тому він узяв таймаут на два роки, щоб підготуватися, як слід.
У 1986 році Майк займає друге місце на «Нашіоналс», пропускаючи вперед Гарі Страйдома (Gary Strydom). Також цього року він виступає на престижному «Чемпіонаті Світу» серед любителів (World Amateur Championships — IFBB) в напівважкій вазі і перемагає. Довгоочікувана карта професійного бодібілдера нарешті в кишені спортсмена.
З 1987 року починається професійна кар'єра Майка. Цього року він виступив відразу на чотирьох шоу. Йому вдалося перемогти на «Чемпіонаті Детройта Про» (Detroit Pro Championships — IFBB), зайняти друге місце на престижному турнірі «Ніч Чемпіонів», де його обійшов все той же Гаррі Страйдом, а також потрапити в найкращу десятку на «Містер Олімпія».
1988 став рекордним для спортсмена в плані кількості виступів. Дев'ять разів він виходив на подіум професійних турнірів. Але він жодного разу не потрапив в число призерів і погіршив свій результат на Олімпії до 14-го місця. Такий хід подій ніяк не влаштовував чемпіона, він знову приймає рішення піти зі сцени на два роки, для підготовки.
Повернення Ешлі припало на 1990 рік. Він зайняв три других місця на таких турнірах: «Айронмен» (Ironman Pro Invitational — IFBB), «Пітсбург Про» (Pittsburgh Pro Invitational — IFBB), а також «Арнольд Класік» (Arnold Classic — IFBB). Перше місце на Арнольд Класік зайняв Шон Рей, але його дискваліфікували разом з Саміром Банутом, Ральфом Мюллером і Німродом Кінгом, тому автоматично переможцем став Майк Ешлі. Це було найбільше досягнення чемпіона.
Майк виступав на професійній сцені до 1994 року включно. За цей час він встиг взяти участь у 10-ти шоу, але особливого успіху не добився. Погіршення позицій і прийняття рішення про завершення своєї кар'єри спортсмен пов'язує зі стероїдами та їх впливом на підготовку. Справа в тому, що Ешлі офіційно заявляв і заявляє, що він був абсолютно натуральним спортсменом і не вживав допінг. А в ті часи заборонені препарати придбали неймовірну популярність і атлети, що вживають їх, почали показувати зовсім інші результати. Змагатися з ними було неможливо.
Багато критиків бодібілдингу досі сумніваються в правдивості заяв спортсмена, адже його форма на тому ж Арнольд Класік була просто чудовою. Але сам спортсмен говорить наступне: "У мене завжди була відмінна генетика. Але я такий не один, багато спортсменів, які навіть і зараз виступають у професіоналах, не використовуючи стероїдів. В мої 50-років (на той час як бралося інтерв'ю, Майку було 50) я виглядаю краще, ніж нинішні хлопці на стероїдах ". Спортсмен також підкреслював те, що він робив упор на силові тренування. Колись він міг на раз потиснути штангу вагою в 180 кілограм, а присісти з 337 кілограмами, і це при своєму власному вазі 86 кілограм. Саме тому серед нинішніх культуристів Майку найбільше подобається Джонні Джексон.